# Паулкіно (Кілемарський район)
Пау́лкіно (рос. Паулкино, марій. Валенкуптӱр) — присілок у складі Кілемарського району Марій Ел, Росія. Входить до складу Ардинського сільського поселення.

## Населення
Населення — 232 особи (2010; 218 у 2002).
Національний склад (станом на 2002 рік):
- марі — 97 %